# 樂府
樂府詩為舊體詩詩體的一種，與古體詩、近體詩構成古典詩歌中的三大類，原指合音樂以唱的歌詩。                              
由於樂府是合樂的聲詩，因此以後凡是可傳唱的詩，都可稱為樂府。因此樂府不僅是唐代七言的絕句，連長短句的詞、曲也被士人俗稱為樂府，如蘇軾的词集《東坡樂府》、張可久的散曲集《小山樂府》等。

## 起源
「樂府」本指管理音樂的官府，起源於秦代，是秦的音樂官署，漢代，漢惠帝設「樂府令」，漢武帝擴大「樂府署」的規模，掌管俗樂，收集民間的歌辭入樂。「采詩夜誦，有趙、代、秦、楚之謳」、並以李延年為「協律都尉」，命司馬相如等數十人為詩賦，由於該官署是採集趙國、秦國、楚國各地的謳謠，後人便以樂府或樂府詩作為民歌的代稱。後人把樂府機關配樂演唱的詩歌，也歸類標目為「樂府」。
漢人樂府最早稱歌詩，也就是可以歌唱的詩，即來自民間歌謠的歌辭。後來貴族文人所作的頌歌，以及國外輸入的樂曲，軍樂等，也跟民歌合流。最後士大夫也大量仿製民歌來寫詩，於是有民間無名氏的樂府和文人樂府的區別。

## 特色
樂府詩的形成受《诗经》影響。漢樂府一面繼承了《詩經》現實主義的藝術傳統和樸實自然的語言風格，一面突破了《詩經》的四言句式，以雜言為主，並逐漸趨向五言，漢樂府詩句長短不一，以五言句式為主，但二至八言都有，形式自由變化，參差錯落，不拘一格。有句式整齊的齊言詩，也有錯綜參差的雜言詩。篇幅長短均有，最長的達三百五十餘句，短的則僅數句。漢樂府押韻靈活，有句句押韻，有隔句押韻，也有隔兩句、三句押韻的。所以，樂府詩的形式較自由，字數、句數不限，用韻較寬，可換韻，但必須押韻，不限平仄，順口即可，對仗也不限制，但可見偶句。
漢樂府又發展了《詩經》的敘事成分而形成敘事詩，並且發展了《詩經》的賦比興手法。因屬民間歌辭，語言樸實自然，回旋反覆，形象鮮明，音調和諧，文字活潑，保持了口語的真面目，有音無義的嘆詞，也一併保留。另一特色，是敘事詩的逐步發展，描寫深刻，敘事詳盡，情節較完整，人物形象較具體生動，並出現符合人物性格的對白，以及用對白推動情節。

## 發展
古代樂府是合樂的詩，如今曲譜的部分已失傳，惟歌詞流傳下來，今從標題上，依然可以看出合樂的痕跡，很多標題上有「歌、行、吟、曲、樂、弄、操、引、調」等字眼的，往往是樂府詩。
兩漢樂府詩的特色，在於“緣於哀樂，感事而發”，故多長篇的敘事詩，如《羅敷行》（又稱《陌上桑》，諷刺權貴調戲民女之醜態）、《飲馬行》、《孤兒行》、《孔雀東南飛》（描述愛情、家庭悲劇）等；六朝樂府大都是“緣情而綺靡”的小詩，故大半為抒情詩，如《子夜歌》、《華山畿》、《襄陽樂》等，而相對於北朝的雄渾大方（如《木蘭詩》）。至唐朝，李白集樂府之大成。

## 古詩化
此外，还有不少名目看似乐府诗的作品，其实不能吟唱，是唐朝以后的诗人，在并无曲的情况下自创的篇目。
唐朝時，大詩人杜甫自創了《丽人行》、《兵车行》都是名篇，是這種「不能吟唱樂府」的先驅。

### 新樂府運動
元和年間，白居易、元稹、李紳等繼承杜甫精神，開創了新樂府運動，宗旨是「文章合為時而著，歌詩合為事而作」，強調了詩歌諷諭時事的作用，白居易所創的《长恨歌》、《琵琶行》等，這些所謂的新樂府，實際上只用来念誦，并不能吟唱，接近古体诗，以示与已传世的樂府曲目的區別。